# Mamadi Doumbouya
Pour les articles homonymes, voir Doumbouya.
Mamadi Doumbouya (), né le 4 mars 1980 à Bananköröda dans la ville de Kankan, est un militaire et homme d'État guinéen.
Il est nommé commandant du Groupement des forces spéciales de l’armée guinéenne en 2018 et obtient le grade de colonel en 2020.
En 2021, il conduit un coup d'État contre le président Alpha Condé et devient président du Comité national du rassemblement pour le développement (CNRD) et président de la Transition.
À la tête de la junte militaire qui a pris le pouvoir suite au coup d'État, il est à l'origine des disparitions de militants des droits de l'homme, tel Foniké Menguè, et de journalistes, tel Habib Marouane Camara,.

## Situation personnelle

### Origines et formation
Mamadi Doumbouya naît le 4 mars 1980,,,,, fils de Karifala Doumbouya et de Hadja Mandioula Sylla. Il est originaire de la région de Kankan, deuxième plus grande ville de Guinée, dans l'est du pays, où il fait ses études primaires à l'école Dramé Oumar.
Stagiaire guinéen de l'École de guerre en France, il est titulaire d'un brevet français d'études supérieures militaires, et d’un master de défense de l’université Paris-Panthéon-Assas. Il est titulaire d'un diplôme de Saumur dans le cadre de la coopération entre la France et les États africains partenaires pour la formation de gradés.
Il suit des formations militaires au Sénégal, au Gabon et en Israël et participe à des missions et opérations à l'École de guerre en France, en Afghanistan, en Côte d'Ivoire, à Djibouti, en République centrafricaine, en Israël, à Chypre et au Royaume-Uni.

### Carrière militaire
Légionnaire de l'armée française, il termine son contrat en 2009 au grade de caporal. Il revient en 2012 en Guinée pour finalement commander, à partir de 2018, le Groupement des forces spéciales (GFS ou GPS), une unité d'élite de l'armée guinéenne spécialisée dans l'antiterrorisme,. Il défile en tête de cette unité lors de la fête nationale des 60 ans de l'indépendance de Guinée.
En février 2019, il est l'un des participants à une formation militaire Flintlock pour l'élite militaire africaine. Comme Assimi Goïta pour le Mali, le lieutenant-colonel Doumbouya représente son pays à Ouagadougou lors d'exercices militaires organisés par l'armée américaine,.
Il devient lieutenant-colonel en 2019 et colonel en 2020.
Au cours de l'année 2021, il tente de rendre le Groupement des forces spéciales moins dépendant du ministère de la Défense nationale, ce qui suscite la méfiance du pouvoir guinéen. En mai, des rumeurs font même état de son arrestation.
Le 24 janvier 2024, Mamadi Doumbouya est élevé au grade de général de corps d'armée des forces armées de la Guinée et quitte la tête des groupements des forces spéciales après six ans de commandement pour être remplacé par le colonel Mouctar Kaba. En décembre 2024, il devient général d'armée.

## Parcours politique

### Coup d'État de 2021
Le 5 septembre 2021, il annonce l'arrestation du président de la République Alpha Condé, la destitution du gouvernement, la suspension de la Constitution, l’instauration d’un couvre-feu ainsi que la fermeture des frontières terrestres et aériennes,. Invoquant « la situation socio-politique et économique du pays, le dysfonctionnement des institutions républicaines, l’instrumentalisation de la justice, le piétinement des droits des citoyens », il proclame la mise en place d'un Comité national du rassemblement pour le développement (CNRD) et invite les militaires à rester dans les casernes. Il déclare alors : « Nous n'avons plus besoin de violer la Guinée : on a juste besoin de lui faire l'amour, tout simplement. »

### Président de la République
Le 17 septembre 2021, douze jours après le coup d’État, la junte le désigne président de la République.

#### Premières mesures
Le 27 septembre est publiée la charte de la transition qui fait de Doumbouya le président de la Transition, et prévoit la désignation d'un Conseil national de la transition — qui fait office de Parlement et devra rédiger la prochaine Constitution — et d'un Premier ministre civil. Par ailleurs, Doumbouya et les autres membres de la junte sont inéligibles pour les prochaines élections,. Il prête serment le 1er octobre au palais Mohammed V devant la Cour suprême, qui détient les prérogatives de la Cour constitutionnelle dissoute,.
Le 6 octobre 2021, il nomme Mohamed Béavogui Premier ministre. Dès le 11 octobre 2021, il reçoit le soutien de Julius Maada Bio, président de la république de Sierra Leone, qui a effectué le déplacement en Guinée devenant le premier président à rendre visite depuis le coup d'État du 5 septembre,, qui a permis la réouverture de frontières guinéen avec les pays limitrophes du pays,.
Le 10 décembre 2021, Mamadi Doumbouya met en place le Bureau de suivi des priorités présidentielles (BSPP). L'organe veille à l'exécution des programmes prioritaires du président de la transition.
En avril 2022, il ordonne aux compagnies minières majoritairement détenues par des capitaux étrangers de lancer la construction d'usines afin de raffiner la bauxite dans le pays.
Le 20 août 2022, il nomme Bernard Goumou Premier ministre en remplacement de Mohamed Béavogui.
Le 27 février 2024, il nomme Bah Oury Premier ministre en remplacement de Bernard Goumou.

#### Pérennisation de la transition
Début mai 2022, la junte annonce une transition de trois ans et trois mois à partir de cette date. Le délai est finalement écourté à trois ans.
En octobre 2022, sous la pression de la CEDEAO et d'une partie de la communauté internationale, Mamadi Doumbouya accepte de raccourcir encore sa présence à la tête du pays. Il s'engage en effet à réduire le délai avant la remise du pouvoir aux civils et annonce deux années de transition à compter de janvier 2023.
Le 28 janvier 2023, il reçoit la visite du président sierra-léonais à l'aéroport Ahmed-Sékou-Touré de Conakry, en visite de travail en Guinée.
À la suite de l'Explosion du dépôt de carburant de Kaloum, le président présente ses condoléances dans ses mots « Suite à l’explosion enregistrée dans la nuit du 17 au 18 décembre 2023 aux environs de 00 heure au principal dépôt d’hydrocarbures de la Société Guinéenne des Pétroles (SGP) dans la commune de Kaloum, je tiens à présenter mes condoléances attristées aux familles des victimes ainsi qu’au peuple de Guinée, je souhaite prompt rétablissement aux blessés qui sont immédiatement et entièrement pris en charge par l'État.
Je félicite les Forces de Défense et de Sécurité, les différentes unités de secours publics et privés pour leur prompte réaction en vue de porter secours aux sinistrés et maîtriser l’incendie.
En attendant les enquêtes diligentées par le Gouvernement pour connaître les causes exactes de l’incendie ainsi que le bilan humain et matériel de ce drame, j’appelle à l’occasion le peuple de Guinée à la solidarité et à la prière pour la Nation en ces moments de dure épreuve ».
Le 31 décembre 2023, il annonce l'organisation d'un référendum constitutionnel « au cours de la nouvelle année ».
Le 22 juillet 2024, après la disparition de Foniké Menguè et de Billo Bah, les familles déposent une plainte à Paris en France, via les avocat du Front national pour la défense de la constitution (FNDC), à l'encontre de Mamadi Doumbouya.
Courant 2024, avec la pérennisation de la transition, Doumbouya abandonne le titre de président de la Transition au profit de président de la République.
Le 1er avril 2025, il fixe la date des élections référendaire au 21 septembre 2025 en Guinée.

#### Dissolution du gouvernement
Le 19 février 2024, le général Mamadi Doumbouya, via le porte-parole de la présidence général Amara Camara, annonce avoir dissous le gouvernement de la transition dirigé par Bernard Goumou sans donner plus de détails sur les raisons de cette décision,. Dans ce contexte, le CNRD indique le gel des comptes bancaires, le retrait des gardes du corps, la récupération des véhicules de fonction et la saisie des passeports des membres du gouvernement. Il est indiqué que « la gestion des affaires courantes sera assurée par les directeurs de cabinet, les secrétaires généraux et les secrétaires généraux adjoints jusqu’à la mise en place d’un nouveau gouvernement »,,.

#### Politique étrangère
Le 21 septembre 2021, Mamadi Doumbouya se rend à Bamako pour une visite de travail, reçu à l'aéroport international Modibo-Keïta à son arrivée par le colonel Assimi Goïta pour 24 heures.
Rendant visite au président sierra-léonais par voie terrestre le 28 octobre 2022, il est accueilli à la frontière par le vice-président de la République, d'origine guinéenne, Mohamed Juldeh Jalloh, à Kambia, avant d'être reçu à la présidence de la République par Julius Maada Bio,.
Le 3 juin 2023, Mamadi Doumbouya se rend à Ankara pour participer à l'investiture du président turc Recep Tayyip Erdoğan, réélu à la suite de l'élection présidentielle de 2023, aux côtés de cinq autres chefs d’État africains,,.
Il participe à la 78e session de l'Assemblée générale des Nations unies à New York en septembre 2023, avec un discours tourné vers l'Afrique en général et la Guinée en particulier,.
Il participe, le 11 août 2024, à l'investiture du président rwandais Paul Kagame pour son quatrième mandat, avant de retourner en Guinée, il a été reçu en tête à tête par son hôte rwandais au Urugwiro Village pour discuter des relations bilatérales entre les deux pays.
Le 1er septembre 2024, Mamadi Doumbouya quitte Conakry pour Pékin, où il participe au 9e Forum sur la coopération sino-africaine (FOCAC) du 4 au 6 septembre. En marge de son séjour, il rencontre le 2 septembre 2024, le président chinois Xi Jinping lors d'une réunion bilatérale au palais de l'Assemblée du peuple entre les délégations guinéenne et chinoise. Au cours de la rencontre, le général Doumbouya présente le programme « Simandou 2040 » en faveur de l’économie guinéenne.
Le 3 septembre 2024, Mamadi Doumbouya visite les installations de l'usine de l’acier China Baowu Steel Group à Shanghai en vue de l'avancement du projet Simandou. Le surlendemain, il limoge deux de ses conseillers notamment Bocar Baïla Ly, conseiller personnel chargé du secteur minier et Sékou Sanfina Diakité, conseiller chargé de l’Énergie et de l’Hydraulique.
Le 1er mai 2025, il effectue sa deuxième visite d'État au Rwanda, avant de se rendre au Gabon pour participer à l'investiture du president Brice Oligui Nguema le 3 mai.

## Répression de l'opposition
Plusieurs opposants à la junte militaire au pouvoir sont victimes d'enlèvements, de tortures et de disparitions.

## Vie privée
Mamadi Doumbouya est marié et père de cinq enfants,. Lauriane Doumbouya, son épouse, est française et sous-officier de gendarmerie,.

## Décorations et honneurs

### Décorations
- 2021 ː  Grand-croix de l'ordre national du Mérite de la république de Guinée ;
- 2022 ː  Grand-croix de l'ordre national de la république du Mali[79];
- 2024 : Grand-croix du Colatier de la république de Guinée[80];
- 2024 : Croix de guerre de la république de Guinée[80].

### Honneurs
- 2023 ː Docteur honoris causa de l'université Gamal-Abdel-Nasser de Conakry[81].
- 2025 ː le premier pont à péage de Guinée porte son nom[82].
- 2025 ː le stade de Boké porte son nom[83].
- 2025 ː le centre cardio-diagnostique de Kankan porte son nom[84].

## Dans la littérature
- 2024 ː Lettre au président, roman, aux Éditions Yigui Guinée par Sanassy M'Bemba Camara[85],[86].